# Pheugopedius
Pheugopedius é um gênero de aves passeriformes da família dos Troglodytidae, um grupo de várias espécies encaixadas no sub-gênero Thryothorus. São nativos da região neotropical, onde estão distribuídos nos países da América do Sul, como Brasil e Bolívia, e desde o norte do México até a América Central. Seus indivíduos são conhecidos como garrinchas, no Brasil, e cucaracheros ou chochines, na Bolívia, México e Peru. O sub-gênero Thryothorus, é o de maior população em todo o mundo, correspondendo por mais de um terço da família.

## Características
Os indivíduos desse gênero medem entre 13,5 e 16,5 cm, de cores marrom, branco e preto, ao mesmo tempo. É geralmente encontrado em pares e escondidos entre moitas, em beira de rios ou lagos. Uma espécie muito conhecida no Brasil é o Pheugopedius genibarbis, conhecido como garrincha-de-bigode.

## Espécies
- Pheugopedius atrogularis
- Pheugopedius rutilus
- Pheugopedius genibarbis
- Pheugopedius coraya
- Pheugopedius euophrys
- Pheugopedius schulenbergi
- Pheugopedius fasciatoventris
- Pheugopedius spadix
- Pheugopedius sclateri
- Pheugopedius felix
- Pheugopedius eisenmanni
- Pheugopedius maculipectus
- Pheugopedius mystacalis